# Chiesa di San Giovanni Battista (Zerfaliu)
La chiesa di San Giovanni Battista è un  edificio religioso di Zerfaliu, centro abitato della Sardegna centrale. Consacrata al culto cattolico, fa parte della parrocchia della Santissima Trasfigurazione, arcidiocesi di Oristano.

La chiesa, edificata in stile romanico a metà del XIII secolo, è ubicata alla periferia del paese.